# Андрофилия и гинофилия
Андрофилия (на гръцки: ἀνδρός – „човек, мъж“ и φίλος – „скъп, обичан“) и гинофилия или гинефилия (на гръцки: γυνή – „жена“ и φίλος – „скъп, обичан“) са термини, използвани в поведенческите науки, за да опишат вид сексуално влечение, насочено към физически зрели партньори от един от двата пола.
Андрофилия означава сексуално привличане към мъже или мъжественост (мъжествени черти), а гинофилията е сексуално влечение към жени или женственост. Съществува и понятие амбифилия (на латински: ambō – „две“, „и двете“), означаващо влечение към интерсексуални и трансполови хора.
Тази терминологична класификация разглежда като определител за влечението на даден индивид не пола на обектите от сексуален интерес, а тяхната маскулинност (мъжественост) или фемининност (женственост). В този смисъл тя е алтернативна на концептуалната бинарност хомо/хетеросексуалност.

## Употреба

### В изследванията върху хомосексуалността
Термините се използват при обсъждане на общества, в които педерастията е била ползвана като форма на възпитание и педагогика, но където на подобни отношения с други възрастови групи е гледано неодобрително.
Магнус Хиршфелд предлага класификация на хомосексуалните мъже в три групи: 1) Ефебофили, които предпочитат партньори на около 17 – 20 години; 2) Андрофили, които обичат мъже от 20 до 50-те; 3) Геронтофили, които изпитват влечение към мъже в третата възраст.
В Древна Гърция андрофилските отношения (т.е. между възрастни мъже) били изключително редки, тъй като било недопустимо зрял мъж да поеме пасивната роля в сексуален акт, особено с равен нему по възраст и социален статус. Античният идеал за отношения между мъже се ограничавал в педерастията, т.е. в отношения между мъж и юноша.
Днес преоблаващият тип хомоеротизъм в Западната култура е андрофилията и отношенията между мъже са основани на този тип привличане.

### В изследванията върху педофилията
Педофилията представлява еротично предпочитание към полово незрели деца в предпубертетна възраст. Противоположна на педофилията по вектора възраст на еротичното привличане е телейофилията – еротично предпочитание към физически зрели партньори (с развити вторични полови белези и пр.) преди настъпването на физическия упадък в третата възраст (еротичното предпочитание към хора в третата възраст се нарича геронтофилия). Различни изследвания установяват, че при педофилите хомосексуалното привличане (предпочитанието към партньор от същия пол) е между 6 и 20 пъти по-често, отколкото при телейофилите. За разлика от телейофилното хомосексуално влечение, което е андрофилно, педофилното хомосексуално влечение изглежда е предимно гинофилно, доколкото педофилите показват сексуална аверсия (отвращение) към полово зрели мъже, а това, което еротизират у малолетното момче, са женствените му характеристики и отсъствието на вторични полови белези като окосмяване и мускулатура. Половата диференциация на сексуалните обекти при педофилите е значително по-слаба и еротичните им предпочитания към полово зрели индивиди са предимно хетеросексуални.